# Homoneura nudifrons
Homoneura nudifrons är en tvåvingeart som först beskrevs av Kertesz 1913.  Homoneura nudifrons ingår i släktet Homoneura och familjen lövflugor.
Artens utbredningsområde är Taiwan. Inga underarter finns listade i Catalogue of Life.